# Битва при Райданіє (1517)
Битва при Райданіє відбулась 22 січня 1517 року в передмісті Каїра ар-Райданіє в Єгипті. Стала одним з вирішальних моментів заключного етапу Османсько-мамелюцької війни 1516—1517 років.

## Передумови
Після низки поразок та загибелі султана Кансуха новим правителем Єгипту став Туман-бай II аль-Ашраф. Він намагався організувати оборону своєї країни, але і його війська знову зазнали поразки 25 грудня 1516 року у битві при Бейсані від загону турецького полководця Сінана Юсуф-паші. Після того мамелюки відступили до Єгипту та почали готуватись до оборони Каїра.
Султан Селім оголосив про намір взяти під свій захист всі ісламські землі й закликав Туман-бая скласти зброю. Туман-бай не лише відмовився підкоритись, але й убив посланців Селіма. Тоді султан наказав турецькому флоту вийти зі Стамбула й вирушив до берегів Єгипту, а сам з військами почав перехід через Синайську пустелю.
Для відбиття вторгнення османів Туман-бай організував рубіж оборони поблизу ар-Райданіє: були викопані рови та встановлена куплена у венеційців артилерія (300 гармат), яка виявилась даремною через відсутність у мамелюків досвідчених артилеристів.

## Перебіг битви
22 січня під стінами Каїра почалась битва, що на кілька століть вирішила долю Єгипту. Знявши гармати з кораблів, османи зайняли позицію в Ель-Канці на ближніх підступах до столиці. Селім I розмістив свою артилерію на висотах для дій проти легкої мамелюкської кінноти. Гармати мамелюків не вистояли проти артилерії Селіма. Яничарська піхота, окопавшись біля висот прикривала позиції гармат. Вночі турецька армія атакувала противника. Поки основні сили османів атакували мамелюків по центру, султан Селім обійшов укріплений військовий табір Туман-бая. Той маневр застав єгипетського султана зненацька та вирішив долю битви. Війська мамелюків швидко почали тікати, не бажаючи гинути в бою. Туман-бай не зміг надихнути своїх воїнів навіть особистою хоробрістю. Врізаючись до гущі ворогів, він особисто убив великого візира Сінана Юсуфа-пашу, проте це не змінило ходу битви. Втративши у битві 20 тисяч воїнів, Туман-бай з рештками свого війська у безладі відступив.
26 січня передові частини османської армії увійшли до Каїра. До 3 лютого 1517 року на вулицях Каїра тривали запеклі бої, результатом яких стало взяття столиці військами Селіма I.

## Наслідки
3 лютого столиця султанату мамелюків Каїр була взята військами турецького султана Селіма I. Туман-бай відступив до дельти Нілу та спробував організувати там спротив окупантам, але невдовзі його видали османам свої ж піддані — бедуїнські шейхи. 13 квітня 1517 року останній мамелюкський султан Єгипту був повішений під аркою воріт Баб Зуейла в Каїрі. Після цього держава мамелюків припинила своє існування, а османська держава стала найсильнішою ісламською державою та однією з найсильніших держав світу, перетворившись у подальшому на імперію.